# .us

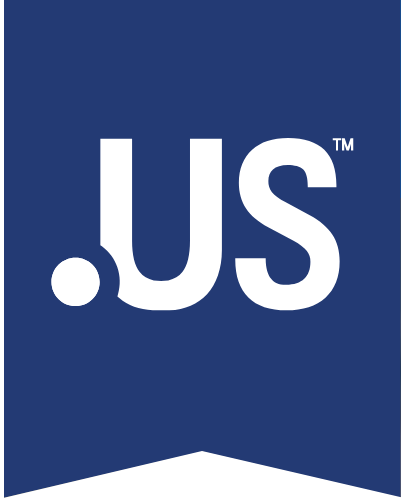

.us는 미국의 국가 도메인이다. .us는 미국 시민·거주자·조직 등이 등록할 수 있다. 미국의 도메인 등록자들은 대개 .us보다 .com, .net, .org와 같은 gTLD를 사용하며, 전통적으로 .us는 지방 정부가 사용해 왔다. 그래서인지 도메인 관련 설명문 중에는 '미국에는 국가 도메인이 없다'고 잘못 서술돼 있는 경우가 적지 않다.
한편 .gov와 .mil은 미국 정부에 사용이 허가돼 있고 .edu는 대개 미국 교육 기관이 사용하고 있다.

## 주별 도메인
- .ak.us: 알래스카주
- .al.us: 앨라배마주
- .ar.us: 아칸소주
- .az.us: 애리조나주
- .ca.us: 캘리포니아주
- .co.us: 콜로라도주
- .ct.us: 코네티컷주
- .dc.us: 워싱턴 D.C.
- .de.us: 델라웨어주
- .fl.us: 플로리다주
- .ga.us: 조지아주
- .hi.us: 하와이주
- .ia.us: 아이오와주
- .id.us: 아이다호주
- .il.us: 일리노이주
- .in.us: 인디애나주
- .ks.us: 캔자스주
- .ky.us: 켄터키주
- .la.us: 루이지애나주
- .ma.us: 매사추세츠주
- .md.us: 메릴랜드주
- .me.us: 메인주
- .mi.us: 미시간주
- .mn.us: 미네소타주
- .mo.us: 미주리주
- .ms.us: 미시시피주
- .mt.us: 몬태나주
- .nc.us: 노스캐롤라이나주
- .nd.us: 노스다코타주
- .ne.us: 네브래스카주
- .nh.us: 뉴햄프셔주
- .nj.us: 뉴저지주
- .nm.us: 뉴멕시코주
- .nv.us: 네바다주
- .ny.us: 뉴욕주
- .oh.us: 오하이오주
- .ok.us: 오클라호마주
- .or.us: 오리건주
- .pa.us: 펜실베이니아주
- .ri.us: 로드아일랜드주
- .sc.us: 사우스캐롤라이나주
- .sd.us: 사우스다코타주
- .tn.us: 테네시주
- .tx.us: 텍사스주
- .ut.us: 유타주
- .vt.us: 버몬트주
- .va.us: 버지니아주
- .wa.us: 워싱턴주
- .wi.us: 위스콘신주
- .wv.us: 웨스트버지니아주
- .wy.us: 와이오밍주

주: 미국령 사모아, 괌, 푸에르토리코, 미국령 버진아일랜드는 각각 국가 도메인이 있다.

## 다른 2차 도메인
- .dni.us: 전국적인 국립 연구 기관
- .fed.us: 미국 연방 정부
- .isa.us: 간주(間州) 기관
- .kids.us: 13세 미만의 어린이에게 적합한 콘텐츠
- .nsn.us: 미국내 아메리카 원주민

## 지방 기반의 네임스페이스
- <locality>.<state>.us: 시(cities), 카운티, 패리시, 타운십
- ci.<locality>.<state>.us: 시 정부 조직
- town.<locality>.<state>.us: 타운 정부 조직
- co.<locality>.<state>.us: 카운티 정부 조직
- <school-name>.k12.<state>.us: 공립 학교 구역
  - <school-name>.pvt.k12.<state>.us: 사립 학교
- <school-name>.cc.<state>.us: 지역 공동체 대학
- <school-name>.tec.<state>.us: 직업 학교
- <library-name>.lib.<state>.us: 주·지역·시·카운티 도서관
- <organization-name>.state.<state>.us: 주 정부 조직
- <organization-name>.gen.<state>.us: 기타 포괄적인 독립 조직(위 분류들에 해당되지 않는 조직)